# Хасан Юсеф
Хасан Юсеф (араб. حسن يوسف‎, нар. 1955) — палестинський бойовик і співзасновник ХАМАС, лідер організації на Західному березі річки Йордан.
Член екстремістської фракції ХАМАС, утримується від будь-яких розмов про зближення ізраїльтян і палестинців. Він також вважається одним із духовних лідерів ХАМАС.
Юсеф одружений з Саббою Абу Салем. У них шестеро синів і три дочки. Його старший син, Мосаб Хасан Юсеф, працював під прикриттям ізраїльської спецслужби ШАБАК з 1997 по 2007 рік, щоб запобігти нападам на ізраїльських цивільних, оскільки вважав такі напади аморальними та руйнівними для справи палестинського націоналізму. Батько зрікся його, але багато американців та ізраїльтян вважають його героєм.
2 липня 2019 року молодший син Хасана, Сухейб з'явився в інтерв'ю на ізраїльському телебаченню, критикуючи ХАМАС і описуючи його як корумповану терористичну організацію, що викликало величезний гнів у членів ХАМАСу, які описали його як зрадника та колабораціоніста. Але звинувачення ХАМАС про співпрацю з Моссадом, він повністю заперечив.

## Політика та арешти
Юсеф неодноразово заарештовувався ізраїльською владою, починаючи з 1993 року. Він став помітним лідером Другої інтифади. За даними Палестинського інформаційного центру Юсеф провів у в'язницях Ізраїлю понад 23 роки.
Перебуваючи у в'язниці у 2005 році, Юсеф був призначений представляти ХАМАС на виборах. Це було проти його волі, оскільки він не вважав, що ХАМАС має стати політичною партією. Спочатку він не хотів приймати в цьому участь, але зрештою погодився, коли дізнався, що його старшому синові погрожували вбивством.
19 жовтня 2015 року, під час довготривалих палестинських заворушень, Армія оборони Ізраїлю (ЦАХАЛ) здійснила рейд у будинок Юсефа в палестинському місті Бейтунії на Західному березі річки Йордан і заарештувала його, звинувативши в підбурюванні до насильства. Звільнений 31 серпня 2017 р.
Через кілька місяців, у грудні, він був знову заарештований ізраїльською владою і утримувався до жовтня 2018 року. Кожного разу його тримали під адміністративним затриманням, тобто ув'язненням без суду та звинувачення.
3 жовтня 2020 року його знову заарештували.
19 жовтня 2023 року його знову заарештували в рамках ширшого придушення Ізраїлем ХАМАС після вторгнення ХАМАС 7 жовтня.